# Shirabii
Shirabii（日语： Shirabi，1986年2月13日—），日本插畫家。居住於埼玉縣川口市。

## 來歷
2010年首次商業亮相。主要從事輕小說插畫工作。2017年、2018年均榮獲《這本輕小說真厲害！》插畫家部門第8名，2019年、2020年連續兩年榮獲該部門第8名。從高中2年級秋天開始學習素描和油畫，2007年開始畫插畫。使用的繪圖軟體是SAI。其畫風帶有科幻色彩，鮮豔的色彩給人一種踏實的感覺，受到了粉絲們的讚揚。並不定期在YouTube和niconico直播上播放繪畫和遊戲影片。

## 作品列表

### 插畫
- 想辯倒她大概是不可能的事（日语：彼女を言い負かすのはたぶん無理）（〈Smash文庫（日语：スマッシュ文庫）〉）
- 放學無敵又怎樣？（〈角川Sneaker文庫〉，作：秋水）
- 說謊的天使死了！（〈Super Dash文庫〉，作：葉巡明治）
- DX（日语：ダブルクロス） The 3rd Edition Replay學院（〈富士見Dragon Book（日语：富士見ドラゴンブック）〉）
- 鈍感的我與敏銳的她（〈一迅社文庫〉）
- 一年十班的奮鬥（日语：一年十組の奮闘）（〈MF文庫J〉，作：十文字青）
- 我的生存意義（日语：赤月カケヤ）（〈GAGAGA文庫〉，作：赤月驅矢（日语：赤月カケヤ））
- （〈OVERLAP文庫〉，作：紫雪夜）
- （〈GA文庫〉，作：森田陽一）
- 聖黑龍與火藥儀式（〈MF文庫J〉，作：北元明野）
- 這位勇者由您看到的贊助商提供贊助（日语：ご覧の勇者の提供でお送りします）（〈富士見Fantasia文庫〉，作：田口仙年堂（日语：田口仙年堂））
- （〈電擊文庫〉，作：中維）
- （〈集英社Super Dash文庫〉，作：水澤史繪）
- 災厄戰線的至高強者（〈富士見Fantasia文庫〉，作：日暮晶（日语：日暮晶））
- 東京侵域（〈角川Sneaker文庫〉，作：岩井恭平）
- 龍王的工作！（〈GA文庫〉，作：白鳥士郎）
- 無彩限的幻影世界（〈KA Esuma文庫〉，作：秦野宗一郎）
- 異世界修學旅行（〈GAGAGA文庫〉）
- 職業輕小說！（日语：ラノベのプロ!）（〈富士見Fantasia文庫〉，作：望公太）
- 86 -不存在的戰區-（〈電擊文庫〉，作：安里朝戶（日语：安里アサト））
- 圖書迷宮（〈MF文庫J〉，作：十字靜）
- 摩登男女（〈KA Esuma文庫〉，作：結城弘）
- 異世界來襲（〈MF文庫J〉，作：丈月城）
- 關於四個持有負面技能的人聚在一起，就會發生相乘作用的最強隊伍這件事（〈SQEX小說（日语：SQEXノベル）〉，作：小鈴危一）
- （〈MF文庫J〉，作：紙城境介）
- （〈DRE小說〉）

### 封面插圖
- （〈MediaWorks文庫〉，作：京本喬介（日语：京本喬介））
  - （〈MediaWorks文庫〉，作：京本喬介）
- 這本輕小說真厲害！ 2019年版（寶島社）
- 賽馬娘 Pretty Derby 漫畫選集STAR 6（星海社）

### 漫畫
- 我的朋友很少 殘念（Shobon）！（〈MF Comics（日语：MFコミックス）〉，2012年）

### 遊戲
- Fate/Grand Order（2017年—2023年，ANIPLEX）—部分人物設定（巴御前、雜賀孫一）
- （2022年，DRECOM（日语：ドリコム））—主要人物藝術家
- Code Geass 反叛的魯路修Lost Stories（日语：コードギアス 反逆のルルーシュ ロストストーリーズ）（2022年，f4samurai（日语：f4samurai）／EXNOA（日语：EXNOA））—主要人物設定
- Fate/Samurai Remnant（2023年，Koei Tecmo Games）—人物設定原案（無主Saber）

### 動畫
- 我的朋友很少NEXT（第3話片尾插圖）
- 問題兒童都來自異世界？（第9話片尾插圖）
- 機動戰士鋼彈 水星的魔女（第9話片尾插圖）

### 網路服務
- 柴藤綾乃（KADOKAWA）[2]

### 人物設定
- 響咲莉歐娜（hololive）[3]

## 腳註

## 外部連結
- Shirabii的pixiv （日語）
- Shirabii的X（前Twitter） （日語）